# Eporidia dariusalis
Eporidia dariusalis là một loài bướm đêm trong họ Crambidae.